# 八湖镇
八湖镇，是中华人民共和国山東省临沂市河东区下辖的一个乡镇级行政单位。
2011年，刘店子乡被撤销，辖境并入八湖镇。

## 行政区划
八湖镇下辖以下地区：
邵八湖村、张八湖社区村、古沂庄村、徐八湖村、管仲河崖村、高柴河村、铜佛官庄村、边圪墩村、朱呈旺村、谢圪墩村、河北崖村、张圪墩村、东南角村、王圪墩村、驻马滩村、金刚岭村、郭圪墩社区村、苏西呈旺村、新五湖社区村、新柴河村、新位林村、刘店子社区村、宋十二湖村、史家宅子村、王十二湖村、吴十二湖村、王疃村、丰家赤草坡村、付家赤草坡村、朱家赤草坡村、树沂庄社区村、沂自庄村、坊上村、大十六湖村、小十六湖村、星移庄村、大梁家村、前石拉渊社区村、东石拉渊村、西石拉渊村和新莲村。